# Parco nazionale di Dibru-Saikhowa
Il parco nazionale di Dibru-Saikhowa è un parco nazionale dell'India nord-orientale. Situato nello stato dell'Assam, copre un'area di circa 765 chilometri quadrati sulle rive del Brahmaputra. Ospita grandi mammiferi in via di estinzione come elefanti, bufali selvatici e tigri, oltre a numerose specie di uccelli.

## Storia
L'area di Dibru venne designata come riserva forestale già nel 1890; ad essa, nel 1929, venne unita la zona di Saikhowa e complessivamente l'area venne dichiarata riserva naturale nel 1986. Nel 1997 essa venne dichiarata riserva della biosfera e dal 1999 Dibru-Saikhowa è parco nazionale. Esso copre un'area di 765 chilometri quadrati, di cui 340 designati come area centrale.

## Geografia
Situato sulla sponda meridionale del Brahmaputra, il parco nazionale è costituito da pianure alluvionali dominate da foreste tropicali, paludi e praterie. Vi si trovano in tutto 680 specie di piante. I numerosi bracci d'acqua formano un variegato mosaico di habitat. Circa 30000 persone vivono nel parco nazionale e nei suoi dintorni e, con le loro numerose mandrie di bovini, entrano ripetutamente in conflitto con i programmi di conservazione del parco nazionale. Sono circa 10000 gli abitanti che dipendono direttamente dalle risorse naturali della riserva.

## Fauna
Dibru-Saikhowa ospita 35 specie di mammiferi, 502 specie di uccelli, 43 specie di rettili e 104 specie di pesci. Inoltre, vivono qui 105 specie diverse di farfalle, comprese molte specie in via di estinzione.
Il santuario ospita una delle più consistenti popolazioni di elefante asiatico dell'India nord-orientale. Nel 2002 ne furono censiti oltre 300 esemplari. Un nuovo censimento, nel 2008, ha mostrato la presenza di appena 160 individui, ma è probabile che tale cifra sia troppo bassa, poiché probabilmente non è stato conteggiato un certo numero di esemplari migratori. Il parco nazionale è una delle poche aree protette al mondo in cui vivono i bufali selvatici: qui sono presenti oltre 400 di questi imponenti bovini. Il più grande predatore della riserva è la tigre del Bengala. Secondo le stime basate sul conteggio delle impronte, a Dibru-Saikhowa vivrebbero circa 30 tigri. Qui vivono altri due grandi felini, il leopardo e il leopardo nebuloso. Anche l'orso labiato fa parte della fauna del parco. Una particolarità del parco è la presenza di cavalli selvatici, che probabilmente fuggirono durante la seconda guerra mondiale e ora vivono allo stato brado. Nel 2008 ne furono censiti 48 capi. Altri grandi erbivori qui presenti sono il muntjak indiano, il cervo porcino, il sambar e il cinghiale. I piccoli carnivori sono rappresentati dallo sciacallo dorato, dalla lontra comune, dalla piccola civetta indiana, dalla mangusta di Giava, dalla mangusta grigia indiana, dal gatto della giungla e dal gatto leopardo. Sei specie di primati abitano la riserva: il gibbone hulok, il presbite dal ciuffo, il macaco reso, il macaco dell'Assam, il macaco nemestrino settentrionale e il lori lento. Anche il pangolino cinese è un residente del parco.
La varietà dell'avifauna è enorme. Nel parco nazionale è stato segnalato circa il 25% di tutte le specie di uccelli presenti in India. Il parco è una delle ultime roccaforti per diverse specie rare come l'anatra alibianche, l'otarda del Bengala e il grifone del Bengala.